# Il miele del diavolo
Il miele del diavolo è un film del 1986 diretto da Lucio Fulci.

## Trama
Cecilia, giovane perdutamente innamorata di Gaetano, sassofonista che l'umilia continuamente costringendola ad abbandonarsi a "giochi erotici" e a ripetuti atti di sottomissione, non riesce a ribellarsi, prova anzi piacere nel venire usata. Un incidente motociclistico, provocato da uno di questi "giochi", riduce il musicista in coma e il chirurgo, per negligenza dovuta a gravi problemi personali, ne causa involontariamente la morte. Cecilia decide così di vendicarsi, prima con messaggi e telefonate minatorie, poi sequestrando e torturando il medico, con sevizie principalmente a sfondo sessuale. Ma tra l'ostaggio e la carceriera s'instaura un rapporto malato basato su violenza e amore, passione e sadismo per un lieto fine azzardato e difficile da digerire.

## Accoglienza

### Critica
A poco più di un decennio da Histoire d'O, una Cléry ancora piacente si trova nuovamente coinvolta un film a base di erotismo sadomasochista, molto differente, però, da quello in cui il suo ruolo era semplicemente quello di vittima remissiva.

Alla regia c'è un Fulci in tono minore, già provato dalle precarie condizioni di salute e con pochi mezzi a disposizione stante il rapido declino del cinema italiano di genere, che a metà anni ottanta sentiva tutto il peso della crescente televisivizzazione dell'intrattenimento tricolore.

Mister Horror cerca una via d'uscita calcando la mano su ciò che, allora, in Italia non poteva essere ancora mostrato sul piccolo schermo: sesso e sadismo, ma se la verve e l'inventiva non gli mancano, così come il gusto per le atmosfere morbose e le inquadrature originali, la povertà della messa in scena e interpreti meno che stellari smorzano di molto l'impatto dell'opera.